# نظريات الخلق عند المصريين القدماء
نظريات الخلق عند المصريين القدماء إن هذه النظرية أو النظريات تدل على عظمة الفكر المصري القديم، الذي كان له دور في إخراج أولى الفلسفات الدينية.

## النظريات
1. نظرية أون (هليوبوليس)
2. نظرية الأشمونين (هرموبوليس)
3. نظرية معبد بتاح في (منف)

## نظرية أون

### ولادة رع
تبدأ النظرية الأولى بمدينة أون (هليوبوليس)، معقل عبادة رع إله الشمس، حيث نجد في البدء «نون» أو الخواء كما يترجمه البعض، وهو كتلة لم تتشكل بعد وبداخله بذور الحياة الكامنة، يولد من «نون» الشمس «رع» بطريقة مجهولة، الذي يعلن نفسه حاكم الكون، لكن «نون» لا يتوقف دوره عند هذا الحد، لكنه يتوارى عند حدود العالم الحي مكوناً طاقة سلبية هائلة تهدد باجتياح العالم، وتكون مقرأً دائماً للنفوس الضالة المعذبة، والموتى الذين لم يحظوا بطقوس دينية مناسبة، أو الأطفال الذين ولدوا موتى.

### بداية الخلق
عودة إلى عالم الأحياء فبعد تولي «رع» حكم الكون، يرسل أشعته الذهبية إلى الأرض، لتبدأ الأمواج التي تغطيها في الانحسار، وتنزل الأشعة على أول تل من الرمال يظهر على سطح الأرض، لتتخذ الأشعة أبعاداً مادية مكونة حجر مرتفع عرف باسم «بن بن» في مدينة أون، أصبح بعد ذلك محل تبجيل في مصر كلها لأنها مهد الخليقة، كانت تلك الأشعة تحمل المادة الألهية لرع التي أتحدت جنسياَ مع نفسها لتنجب الجيل الثاني من الآلهة.
```
محمود عزب
```

### أجيال من الآلهة
كان الجيل الثاني مكوناً من زوجين من الآلهة، عندما عطس الإله آتوم الهواء الخارج كان يمثل ا الإله "شو" رب الجفاف أو الهواء في بعض الآراء والإلهة "تفنوت والتي كانت تمثل الرزاز الناتج من عطسه الإله آتوم ربة الرطوبة، ومن اتحاد الجفاف والرطوبة نتج عنه الجيل الثالث، زوجان آخران هما الإله "جب" رب الأرض والإلهة "نوت" ربة السماء، رزقت السماء والأرض بأربعة أولاد مكونين الجيل الرابع وهم على التوالي "أوزوريس"،"إيزيس"،"ست"و"نفتيس".

### أسطورة إيزيس وأوزوريس
مع بداية الجيل الرابع من الآلهة، نجد أن الشر بدأ في الظهور على الأرض، بغيرة «ست» من أخيه «أوزوريس» وخاصا بعد إعلان الأخير ملكاً على مصر، يتم اغتياله بيد «ست» وتمزيق جسده وتفريق أشلائه على جميع مقاطعات مصر، لتبدأ «إيزيس» بمساعدة أختها «نفتيس» في رحلة تجميع أشلاء زوجها الحبيب «أوزوريس»، التي وصلت رحلتها في البحث إلى جبيل في لبنان، بعد تجميع كافة الأشلاء يساعدها «أنوبيس» رب التحنيط وحارس العالم الأخر والمسؤول عن إعلان النتيجة النهائية للمتوفى (الذي يقال إنه ابن غير شرعي «لأوزوريس» و«نفتيس») في تحنيط زوجها ثم كافأته الإلهة إيزيس بعد ذلك بفهم حديث البشر، ويعيد «رع» الحياة «لأوزوريس» لمدة يوم واحد لتنجب منه «إيزيس» ولدها «حورس»، الذي تخبئه في مستنقعات الدلتا تحت رعاية الإلهة «حتحور» البقرة المرضعة، ليشب بعدها وتبدأ الحرب بينه وبين عمه «ست» وينتصر «حورس» الصقر، تتم محاكمة عادلة برئاسة جده الإله «جب»، يحصل حورس على ملك مصر أما «أوزوريس» فينصب حاكماً لعالم الموتى.

### خلق البشر والقمر
أما عن خلق البشر فإن إل تقول بأن الإله "رع" فقد إحدى عينيه، وأرسل ولديه "شو" و"تفنوت" للبحث عنها، لما طال غيابهما أتخذ لنفسه واحدة أخرى، لكن العين الغائبة تعود لتجد ما حدث من تغيير، فتذرف الدموع "رموت" من شدة الغيظ فينتج عنها البشر "رمث"، ولكن "رع" يقوم بترضية عينه تلك بتسليمها إلى الإله "تحوت" الإله الكاتب، ليرفعها للسماء لتضيء الليل ليكن بذلك مولد القمر، لكن عندما فقد "حورس عينه اليسرى في حربه مع عمه "ست" منحه "تحوت" تلك العين لتصبح النموذج الأسمى للتكامل البدني، لذلك اقتدى به بعد ذلك الفراعنة بوضع تمائم وقلادات ورسومات لتلك العين في الحياة والموت.

### ثورة البشر (ثورة هلاك البشر)
بعد سنين تقوم ثورة للبشر ضد خالقهم «رع»، الذي يقرر محوهم من على الأرض وذلك لأنه ذات يوما استيقظ من النوم ووجد ملامحه تغيرت كاملا بسبب كبر سنه مما جعل الآلهة الأخرى يسخروا منه لذا قرر الانتقام منهم جميعا لذا قرر أن يرسل إليهم «حتحور» في صورة وحش هائل كانت في البداية رفضت ذلك حتى قام بتحويلها لهذا الشكل، وفي يوم واحد افترست جزء كبير من البشر، لكن «رع» يشفق عليهم وطلب من حتحور أن تكف أعمال الخراب عن البشرية فرفضت وذلك لأنها تحولت لشكلها هذا المخيف لذا قرر أن يسكب الجعة خلال الليل على الأرض التي اختلطت بماء النيل لتصبح كالدماء، أخذت «حتحور» تلعق هذا الشراب حتى ثملت ونامت، بذلك نجت البشرية لكن بعد أن خاب ظن «رع» فيها، حيث قرر الانسحاب إلى السماء فاستقر فوق بقرته السماوية التي يرفعها الإله «شو»، وسلم إدارة الأرض للإلهة «تحوت» والرموز الملكية إلى الإله «جب»، وتم الفصل نهائيا بين البشر والآلهة، وبدأ من هنا حكم الفراعنة الذين تختارهم الآلهة ممثلين عنها في الأرض وشركاء في السماء، ومع الجزء الثاني قريبا في نظرية الأشمونين ومنف.

### نظرية إله النهر
لعل جفاف النهر أو انهماره ورهبان المعابد كلاهما ساعدا بتكوين أسطورة خرافية تسمى بـ (إله النهر)، في زمن طغى فيه الخيال على العلم الصرف، حتى وصل إلى تزويج (إله النهر) بأجمل فتاة بكر.. تزين وتعد طوال حياتها لهذا المصير، وهي راضيه مقتنعة بأنها المحظوظة التي غمرها (إله النهر) بهذه البركة.
وهذه الفتاة تظل بقاربها المزين بالنقوش والورود.. والقارب يبتعد بها عن اليابسة إلى وسط النهر فلا ترى الجموع التي كانت تودعها، لكن الواقع الذي تكتشفه لاحقًا أنها لن تكون زوجة لإله بل هي اختيرت لأحد الكهنة الذي يستقبلها هو وأعوانه على الطرف الآخر من النهر لتكون حظية.. أو ربما تغرق قبل أن تصل إليهم.